# Путынка
Путынка — река в России, протекает по Калужской области. Правый приток реки Суходрев.

## География
Река Путынка берёт начало в районе деревни Петрушино. Течёт на восток и впадает в реку Суходрев рядом с посёлком Детчино. Устье реки находится в 48 км от устья Суходрева. Длина реки составляет 28 км, площадь водосборного бассейна — 182 км².

## Данные водного реестра
По данным государственного водного реестра России относится к Окскому бассейновому округу, водохозяйственный участок реки — Угра от истока и до устья, речной подбассейн реки — Бассейны притоков Оки до впадения Мокши. Речной бассейн реки — Ока.
Код объекта в государственном водном реестре — 09010100412110000021597.